# 武雄市立御船が丘小学校
武雄市立御船が丘小学校（たけおしりつ みふねがおかしょうがっこう）は、佐賀県武雄市武雄町大字武雄にある市立の小学校。

## 概要
歴史
1993年（平成5年）に武雄市立武雄小学校から分離する形で新設された。2023年（令和5年）に創立30周年を迎えた。
校章
中央に校名の「御船が丘」（縦書き）を配している。
校歌
1993年（平成5年）に制定。作詞は古賀龍史、作曲は黒澤吉徳による。歌詞は2番まであり、両番とも校名の「御船が丘」が登場する。
校区
「武雄市武雄町武雄区、上西山区、下西山区、小楠区、昭和区、天神区、花島区、永島区、溝ノ上区の区域」。中学校区は武雄市立武雄中学校。

## 沿革
設立に至るまで
- 1986年（昭和61年）8月 - 武雄小学校規模適正化懇談会が発足。
- 1987年（昭和62年）12月 - 武雄小学校分離問題審議会条例を制定。
- 1988年（昭和63年）3月 - 武雄小学校分離問題審議会を設置。
- 1989年（平成元年）8月 - 第1回武雄小学校分離新設校検討委員会を実施。
- 1990年（平成2年）
  - 5月 - 建設用地の造成工事を開始。
  - 12月 - 設置条例により（仮称）「新武雄小学校」分離起工式を挙行。
- 1991年（平成3年）1月 - 通学区域に関する規則により、分離後の校区を決定。
- 1992年（平成4年）
  - 3月 - 条例改正により、校名を「武雄市立御船が丘小学校」に決定。
  - 8月 - 校章を決定。
  - 12月 - 校舎が完成。
- 1993年（平成5年）3月 - 体育館・プールが完成。

開校
- 1993年（平成5年）
  - 4月1日 - 武雄市立武雄小学校より分離し、「武雄市立御船が丘小学校」（現校名）が新設される。「武雄町武雄区、上西山区、下西山区、小楠区、昭和区、天神区、花島区、永島区、溝ノ上区」の生徒が転入。
  - 9月 - 開校記念運動会を実施。
  - 11月1日 - 落成式を挙行。校歌を制定。
- 1996年（平成8年）9月 - 学校給食調理業務の民間への委託を開始。

## 交通
最寄りの鉄道駅
- JR九州 佐世保線・西九州新幹線「武雄温泉駅」

最寄りのバス停留所
- 昭和バス・祐徳バス「御船が丘小学校前」停留所

最寄りの幹線道路
- 佐賀県道330号武雄塩田線

## 周辺
- 武雄市図書館
- 白岩運動公園
- 武雄競輪場
- ゆめタウン武雄
- 武雄神社